# Jexi
Jexi és una pel·lícula de comèdia del 2019 escrita i dirigida per Jon Lucas i Scott Moore. La pel·lícula és protagonitzada per Adam DeVine, Alexandra Shipp, Michael Peña, Rose Byrne, Justin Hartley, Wanda Sykes, Ron Funches i Charlyne Yi. La trama segueix un telèfon intel·ligent conscient que s'uneix emocionalment al seu propietari socialment delicat. S'ha doblat al valencià i al català central per a À Punt i TV3 respectivament.
Jexi es va estrenar l'11 d'octubre de 2019 als Estats Units a càrrec de CBS Films i Lionsgate. Va ser l'última pel·lícula estrenada als cinemes per CBS Films, que va ser absorbida pel grup d'entreteniment principal de CBS i va passar a fer pel·lícules per a CBS All Access (després anomenada Paramount+) immediatament després.

## Repartiment
- Adam DeVine com a Phil
- Alexandra Shipp com a Cate Finnegan[8]
- Michael Peña com a Kai
- Rose Byrne com la veu de Jexi
- Justin Hartley com a Brody
- Ron Funches com a Craig
- Charlyne Yi com Elaine
- Wanda Sykes com a Denice
- Kid Cudi com ell mateix
- Richard Harder com a àrbitre de kickball